# Körös Volán
Körös Volán ([ˈkøɾøʃ ˈvolaːn]) est une compagnie de bus d'État hongroise desservant Békéscsaba et le comitat de Békés. En janvier 2015, elle fusionne dans le DAKK.

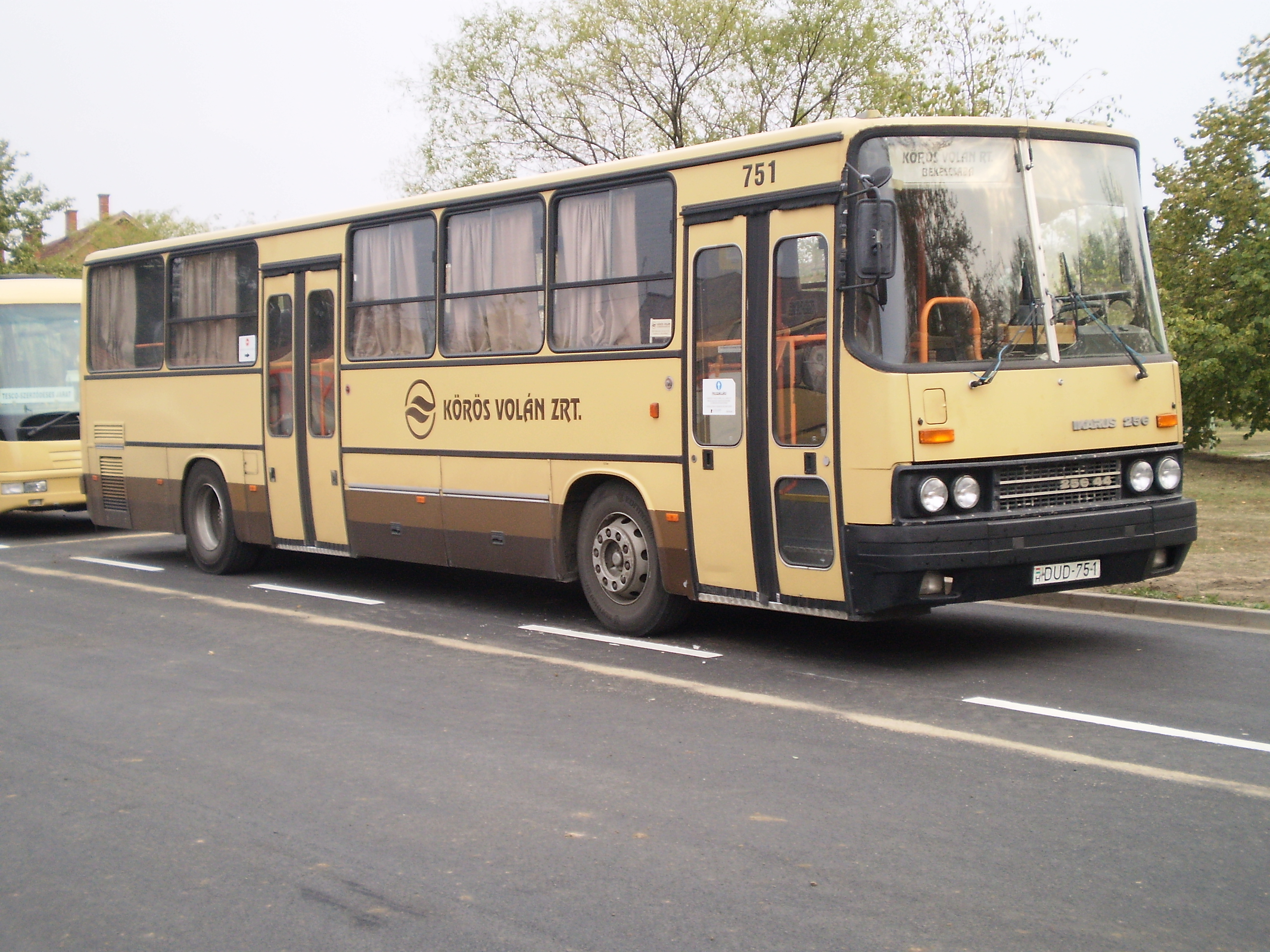
Autobus Ikarus 256 de la compagnie Körös Volán à Orosházán.